# Stowarzyszenie Wolnego Handlu Ameryki Łacińskiej

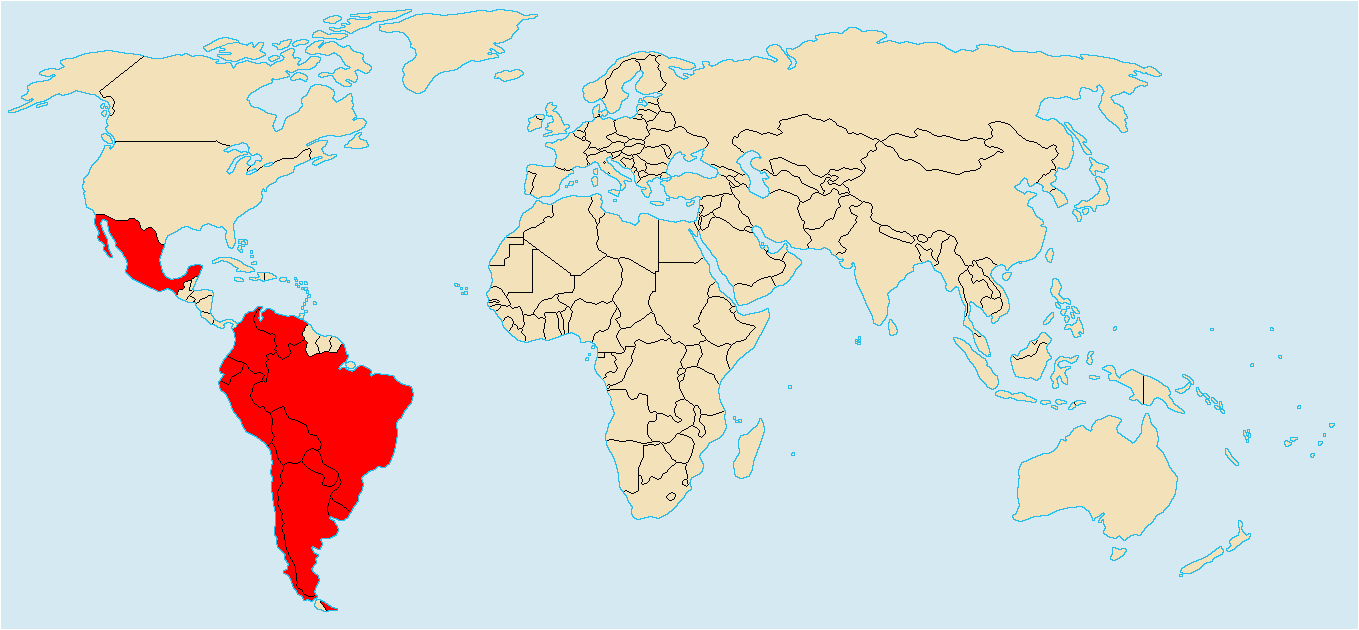
Członkowie organizacji

Stowarzyszenie Wolnego Handlu Ameryki Łacińskiej, hiszp. Asociación Latinoamericana de Libre Comercio ALALC, ang. Latin American Free Trade Association LAFTA – organizacja międzynarodowa założona 2 czerwca 1961 przez 7 państw Ameryki Łacińskiej: Argentynę, Brazylię, Chile, Meksyk, Paragwaj, Peru i Urugwaj po ratyfikowaniu podpisanego 18 lutego 1960 na zjeździe w Montevideo traktatu zakładającego utworzenie w ciągu 12 lat strefy wolnego handlu.
Stowarzyszenie rozpoczęło swą działalność 2 stycznia 1962. Jego celem było zmniejszenie lub eliminacja opłat celnych i innych ograniczeń handlowych pomiędzy państwami członkowskimi do końca grudnia 1972. Pod koniec lat 60. państwa członkowskie, zamieszkane przez 220 milionów osób, produkowały towary i usługi wartości łącznej 90 miliardów dolarów amerykańskich, a PKB per capita wynosił tam około 440 USD. Swój cel Stowarzyszenie upatrywało w integracji handlowej, ale skupiało się na eliminacji barier w wymianie towarowej (bez uwzględnienia wymiany usług) i nie zajmowało się koordynowaniem polityki handlowej swoich członków. W porównaniu do funkcjonowania współczesnej Stowarzyszeniu organizacji w Europie, Europejskiej Wspólnoty Gospodarczej, a zwłaszcza obecnej Unii Europejskiej, integracja ekonomiczna i polityczna w ramach LAFTA była znacznie bardziej ograniczona.
Działalność Stowarzyszenia opierała się na następujących strukturach:
- Kolegium Ministrów Spraw Zagranicznych (Consejo de Ministros de Relaciones Exteriores), od 1975;
- Konferencję Państw Członkowskich (Conferencia de Ias Partes Contratantes);
- Radę Nieustającą (Comité Ejecutivo Permanente).

Do roku 1970 do Stowarzyszenia przystąpiły następne cztery kraje – Kolumbia (30 września 1961), Ekwador (3 listopada 1961), Wenezuela (31 sierpnia 1966) i Boliwia (8 lutego 1967).
Pomimo znacznych różnic dzielących poszczególne państwa członkowskie i ograniczonego stopnia integracji swoich stowarzyszonych państw LAFTA odegrało znaczącą rolę w historii gospodarek państw członkowskich. W 1980 Stowarzyszenie przekształcone zostało w Stowarzyszenie Integracji Ameryki Łacińskiej (hiszp. Asociacion Latinoamericana de Integracion, ang. Latin American Integration Association, ALADI), zrzeszające obecnie 12 krajów (oprócz 11 wymienionych wyżej członków LAFTA, także Kubę, która przystąpiła doń 2 stycznia 1999).